# Grammy Awards 1968
Das 10. Jubiläum der Grammys wurde am 29. Februar 1968 gefeiert.
Bei den Grammy Awards 1968 wurde dieser bedeutendste US-amerikanische Musikpreis in 48 Kategorien aus 15 Feldern vergeben. Ein weiterer Ehren-Grammy für das Lebenswerk zeichnete mit Irving Berlin zum ersten Mal einen Komponisten aus.

## Hauptkategorien
Single des Jahres (Record of the Year):
- "Up, Up And Away" von der Fifth Dimension

Album des Jahres (Album of the Year):
- Sgt. Pepper’s Lonely Hearts Club Band von den Beatles

Song des Jahres (Song of the Year):
- "Up, Up And Away" von der Fifth Dimension (Autor: Jimmy Webb)

Bester neuer Künstler (Best New Artist):
- Bobbie Gentry

## Pop
Beste weibliche Gesangsdarbietung (Best Vocal Performance, Female):
- "Ode to Billie Joe" von Bobbie Gentry

Beste männliche Gesangsdarbietung (Best Vocal Performance, Male):
- "By The Time I Get To Phoenix" von Glen Campbell

Beste Darbietung einer Gesangsgruppe (Best Performance By A Vocal Group):
- "Up, Up And Away" von der 5th Dimension

Beste Darbietung eines Chors (Best Performance By A Chorus):
- "Up, Up And Away" von den Johnny Mann Singers

Beste Instrumentaldarbietung (Best Instrumental Performance):
- Chet Atkins Picks The Best von Chet Atkins

Beste zeitgenössische weibliche Solo-Gesangsdarbietung (Best Contemporary Female Solo Vocal Performance):
- "Ode To Billie Joe" von Bobbie Gentry

Beste zeitgenössische männliche Solo-Gesangsdarbietung (Best Contemporary Male Solo Vocal Performance):
- "By The Time I Get To Phoenix" von Glen Campbell

Beste zeitgenössische Darbietung einer Gruppe, Gesang oder instrumental (Best Contemporary Group Performance, Vocal Or Instrumental):
- "Up, Up And Away" von der 5th Dimension

Beste zeitgenössische Single (Best Contemporary Single):
- "Up, Up And Away" von der 5th Dimension

Bestes zeitgenössisches Album (Best Contemporary Album):
- Sgt. Pepper’s Lonely Hearts Club Band von den Beatles

## Rhythm & Blues
Beste weibliche Solo-Gesangsdarbietung – R&B (Best R&B Solo Vocal Performance, Female):
- "Respect" von Aretha Franklin

Beste männliche Solo-Gesangsdarbietung – R&B (Best R&B Solo Vocal Performance, Male):
- "Dead End Street" von Lou Rawls

Beste R&B-Darbietung einer Gruppe, Gesang oder instrumental (Best R&B Group Performance, Vocal Or Instrumental):
- "Soul Man" von Sam & Dave

Beste R&B-Aufnahme (Best Rhythm & Blues Recording):
- "Respect" von Aretha Franklin

## Country
Beste weibliche Gesangsdarbietung – Country und Western (Best Country & Western Vocal Performance, Female):
- I Don't Wanna Play House von Tammy Wynette

Beste männliche Gesangsdarbietung – Country und Western (Best Country & Western Vocal Performance, Male):
- Gentle On My Mind von Glen Campbell

Beste Country-und-Western-Darbietung eines Duos, Trios oder einer Gruppe (Gesang oder instrumental) (Best Country & Western Performance Duet, Trio Or Group – Vocal Or Instrumental):
- Jackson von Johnny Cash & June Carter

Beste Country & Western Aufnahme (Best Country & Western Recording):
- Gentle On My Mind von Glen Campbell (Produzent: Al De Lory)

Bester Country-und-Western-Song (Best Country & Western Song):
- Gentle On My Mind von Glen Campbell (Autor: John Hartford)

## Jazz
Beste Jazz-Instrumentaldarbietung – Kleingruppe oder Solist mit Kleingruppe (Best Jazz Instrumental Performance – Small Group Or Soloist With Small Group):
- Mercy, Mercy, Mercy vom Cannonball Adderley Quintet

Beste Jazz-Instrumentaldarbietung – Großgruppe oder Solist mit Großgruppe (Best Jazz Instrumental Performance – Large Group Or Soloist With Large Group):
- Far East Suite von Duke Ellington

## Gospel
Beste Gospel-Darbietung (Best Gospel Performance):
- More Grand Old Gospel von Porter Wagoner & The Blackwood Brothers Quartet

Beste Sacred-Darbietung (Best Sacred Performance):
- How Great Thou Art von Elvis Presley

## Folk
Beste Folk-Darbietung (Best Folk Performance):
- Gentle On My Mind von John Hartford

## Für Kinder
Beste Aufnahme für Kinder (Best Recording For Children):
- Dr. Seuss: How The Grinch Stole Christmas von Boris Karloff

## Sprache
Beste Aufnahme von gesprochenem Text, Dokumentation oder Schauspiel (Best Spoken Word, Documentary or Drama Recording):
- Gallant Men von Everett Dirksen

## Comedy
Beste Comedy-Aufnahme (Best Comedy Recording):
- Revenge von Bill Cosby

## Musical Show
Beste Musik eines Original-Cast-Show-Albums (Best Score From An Original Cast Show Album):
- Cabaret von der Originalbesetzung mit Joel Grey, Jill Haworth, Lotte Lenya, Jack Gilford und Bert Convy (Komponisten: Fred Ebb, John Kander; Produzent: Goddard Lieberson)

## Komposition / Arrangement
Bestes instrumentales Thema (Best Instrumental Theme):
- Mission: Impossible (Komponist: Lalo Schifrin)

Beste Originalmusik geschrieben für einen Film oder ein Fernsehspecial (Best Original Score Written For A Motion Picture Or A Television Special):
- Mission: Impossible (Komponist: Lalo Schifrin)

Bestes Instrumentalarrangement (Best Instrumental Arrangement):
- Alfie von Cilla Black (Arrangeur: Burt Bacharach)

Bestes Arrangement mit Gesangsbegleitung / Bestes Hintergrund-Arrangement (Best Arrangement Accompanying Vocalists / Best Background Arrangement):
- Ode To Billie Joe von Bobbie Gentry (Arrangeur: Jimmie Haskell)

## Packages und Album-Begleittexte
Bestes Album-Cover, Grafik (Best Album Cover, Graphic Arts):
- Sgt. Pepper’s Lonely Hearts Club Band von den Beatles (Verantwortliche Künstler: Jann Haworth, Peter Blake)

Bestes Album-Cover, Fotografie (Best Album Cover, Photography):
- Bob Dylan's Greatest Hits von Bob Dylan (Verantwortliche Künstler: Robert Cato, John Berg; Fotograf: Roland Scherman)

Bester Album-Begleittext (Best Album Notes):
- Suburban Attitudes in Country Verse von John D. Loudermilk (Verfasser: John D. Loudermilk)

## Produktion und Technik
Beste technische Aufnahme, ohne klassische Musik (Best Engineered Recording, Non-Classical):
- Sgt. Pepper’s Lonely Hearts Club Band von den Beatles (Technik: Geoff E. Emerick)

Beste technische Klassikaufnahme (Best Engineered Recording, Classical):
- The Glorious Sound of Brass vom Philadelphia Brass Ensemble (Technik: Edward T. Graham)

## Klassische Musik
Bestes Klassik-Album des Jahres (Album Of The Year, Classical):
- Mahler: Sinfonie Nr. 8 (Sinfonie der Tausend) von verschiedenen Interpreten und dem London Symphony Orchestra unter Leitung von Leonard Bernstein
- Berg: Wozzeck von Walter Berry, Ingeborg Lasser, Isabel Strauss, Fritz Uhl, dem Choeur Nationale de Paris und dem Orchestra of Paris National Opera unter Leitung von Pierre Boulez

Beste klassische Orchesterdarbietung (Best Classical Performance – Orchestra):
- Strawinski: Firebird and Petrouchka Suites vom Columbia Symphony Orchestra unter Leitung von Igor Strawinski

Beste Opernaufnahme (Best Opera Recording):
- Berg: Wozzeck von Walter Berry, Ingeborg Lasser, Isabel Strauss, Fritz Uhl, dem Choeur Nationale de Paris und dem Orchestra of Paris National Opera unter Leitung von Pierre Boulez

Beste klassische Chor-Darbietung (ohne Oper) (Best Classical Choral Performance Other Than Opera):
- Mahler: Sinfonie Nr. 8 (Sinfonie der Tausend) von verschiedenen Interpreten und dem London Symphony Orchestra und Chor unter Leitung von Leonard Bernstein
- Orff: Catulli Carmina vom Temple University Choir und dem Philadelphia Orchestra unter Leitung von Eugene Ormandy

Beste Soloinstrument-Darbietung mit oder ohne Orchester (Best Classical Performance – Instrumental Soloist or Soloists With Or Without Orchestra):
- Horowitz in Concert (Haydn, Schumann, Scriabin, Debussy, Mozart, Chopin) von Vladimir Horowitz

Beste Kammermusik-Darbietung (Best Chamber Music Performance):
- West Meets East von Ravi Shankar und Yehudi Menuhin

Beste klassische Solo-Gesangsdarbietung (Best Classical Vocal Soloist Performance):
- Prima Donna, Volume 2 von Leontyne Price und dem RCA Italiana Opera Orchestra unter Leitung von Francesco Molinari-Pradelli

## Special Merit Awards

### Grammy Lifetime Achievement Award
- Irving Berlin

Trustees Award
- Duke Ellington
- Billy Strayhorn
- Krzysztof Penderecki